# فرانتس كونيغ (جراح)
فرانتس كونيغ (بالألمانية: Franz König) ـ (روتنبورغ أن در فولدا، 10 فبراير 1832 ـ غرونيفالت، 12 ديسمبر 1910) هو جرّاح ألماني، تُنسب إليه متلازمة كونيغ، وهي متلازمة تنجم عن انسداد الأمعاء الدقيقة جزئيًا، كما كانت له إسهامات بارزة في جراحة العظام والمفاصل؛ إذ كان أول جرّاح يجري عملية لتثبيت كسر بأعلى عظمة الفخذ داخليًا، وكان أول من أطلق على التهاب العظم والغضروف السالخ هذا الاسم، كما قدم في سنة 1892 وصفًا وافيًا لاعتلال المفاصل الناجم عن داء الهيموفيليا (الناعور)، ووصف المراحل الثلاث التي يمر بها ذلك الاعتلال.